# シャーンドル・ファルヴァイ
シャーンドル・ファルヴァイ（Sándor Falvai, 1949年8月3日 - ）は、ハンガリーのピアノ奏者。
オーズドの生まれ。6歳の頃からピアノを始め、1967年から1972年までリスト音楽院でミハーイ・ベッヒャーに学ぶ。卒業後は1973年までモスクワ音楽院に留学したが、モスクワ音楽院在学中にハンガリー放送交響楽団のドイツへの演奏旅行に独奏者として帯同した。1978年にはカーネギー・ホールでアメリカ・デビューを飾った。
教育者としては、モスクワから戻った1973年から母校のリスト音楽院の講師となり、1987年から同音楽院ピアノ科の主任教授、1997年から2004年まで同音楽院の院長を務めた。